# カールスルーエ市電GT6-EP形電車
カールスルーエ市電GT6-EP形電車（カールスルーエしでんGT6-EPがたでんしゃ）は、かつてドイツの都市・カールスルーエの路面電車（カールスルーエ市電）で使用されていた車両。カールスルーエ市電初の連接車（2車体連接車）で、形式名の「EP」は制御方式として電空協調制御方式（ EP-Fahrschalter）が採用された事が由来であった。

## 概要
1950年代後半以降、西ドイツ各地の路面電車路線では収容力や効率性に長けた連節車の導入が進められるようになり、カールスルーエ市電を運営するカールスルーエ交通事業にも登場する事となった。その最初の形式として1959年から1960年にかけて5両（142 - 146）製造されたのがGT6-EP形である。
同時期にアルブタール鉄道を運営するアルブタール交通が導入した車両（GT6-EP形）と同一仕様の片運転台式2車体連接車で、設計最高速度は60 km/hであった。一方で座席数や車内レイアウトは市内運転に適したものになっていた他、座席は木製のものが採用されていた。制御方式には電空協調制御方式が採用され、抵抗器は圧縮空気式コンタクタを介する形で制御器による間接制御（制御電圧24 V）が実施された。また、連結時には電気接続部を介して制御器による操作が伝達され、圧縮空気式コンタクタによって制動が行われる形の総括制御が可能であり、営業運転時は最大2両（カールスルーエ市電）および3両（アルブタール鉄道）、設計上は最大5両まで総括制御運転が出来る構造となっていた。また、この連結運転に備え製造当時は連結器を搭載していたが、後年に撤去された。
製造当初は鉄道線であるアルブタール鉄道でも使用されたが、以降はカールスルーエ市電の路線でのみ運用されるようになり、1966年には信用乗車方式に対応したワンマン化工事が施された。1995年まで使用された後は1両（142）が解体された一方、残りの車両はルーマニア・ティミショアラの路面電車（ティミショアラ市電）へ譲渡され、2002年まで営業運転に用いられた。

## 参考資料
- Jochen Allgeier (6 February 2013). Die Entstehung des Karlsruher Stadtbahnsystems 1957 bis 2004 (Report). Karlsruher Institut für Technologie. 2024年8月26日閲覧。